# Samuel Žbogar
Samuel Žbogar (ur. 5 marca 1962 w Postojnie) – słoweński polityk i dyplomata, ambasador Słowenii i Unii Europejskiej, w latach 2008–2012 minister spraw zagranicznych.

## Życiorys
Ukończył studia z zakresu stosunków międzynarodowych na Uniwersytecie Lublańskim, po czym pracował jako doradca w kilku jednostkach administracyjnych.
W drugiej połowie lat 80. zaczął pracować w dyplomacji. W 1990 został trzecim sekretarzem w departamencie krajów sąsiedzkich w federalnym ministerstwie spraw zagranicznych Jugosławii. W 1991 po rozpadzie tego kraju objął funkcję radcy w MSZ Słowenii oraz sekretarza w słoweńskim biurze misji obserwacyjnej Wspólnot Europejskich w Zagrzebiu. W latach 1993–1995 był chargé d’affaires oraz pierwszym sekretarzem w ambasadzie Słowenii w Pekinie. W 1995 objął stanowisko doradcy oraz podsekretarza, a następnie dyrektora departamentu ds. Afryki, Azji, Ameryki Łacińskiej i Pacyfiku MSZ Słowenii.
W latach 1997–2001 był zastępcą stałego przedstawiciela Słowenii przy ONZ w Nowym Jorku. Od 1999 do 1999 pełnił również funkcję zastępcy przedstawiciela Słowenii w Radzie Bezpieczeństwa ONZ, w czasie sprawowania w niej mandatu przez ten kraj. Od 2001 do 2004 zajmował stanowisko sekretarza stanu w resorcie spraw zagranicznych. Od 2004 do 2008 był ambasadorem Słowenii w USA.
21 listopada 2008 objął urząd ministra spraw zagranicznych w gabinecie premiera Boruta Pahora. Sprawował go do 10 lutego 2012. Dołączył do kadr Europejskiej Służby Działań Zewnętrznych, został powołany na specjalnego przedstawiciela Unii Europejskiej w Kosowie. W 2016 otrzymał nominację na ambasadora UE w Macedonii, zakończył urzędowanie w 2020. W 2022 powołany na stanowisko sekretarza stanu w słoweńskim ministerstwie spraw zagranicznych.